# Schwedische Badminton-Mannschaftsmeisterschaft 2017/18
Titelträger der Schwedischen Badminton-Mannschaftsmeisterschaft 2017/18 im Badminton und damit schwedischer Mannschaftsmeister wurde der Klub Täby BMF, der sich in den Play-offs durchsetzen konnte.

## Vorrunde
| Platz | Team            | Punkte | Spiele | G | U | V | Spielpunkte |   |    | Sätze |   |     | Bälle |   |      |
| ----- | --------------- | ------ | ------ | - | - | - | ----------- | - | -- | ----- | - | --- | ----- | - | ---- |
| 1     | Fyrisfjädern    | 19     | 7      | 6 | 0 | 1 | 31          | - | 12 | 97    | - | 45  | 1386  | - | 1164 |
| 2     | Täby BMF        | 14     | 7      | 5 | 0 | 2 | 30          | - | 15 | 92    | - | 58  | 1407  | - | 1259 |
| 3     | Halmstad BMK    | 14     | 7      | 5 | 0 | 2 | 26          | - | 19 | 85    | - | 66  | 1398  | - | 1264 |
| 4     | Kista BMK       | 12     | 7      | 4 | 0 | 3 | 23          | - | 21 | 84    | - | 75  | 1477  | - | 1392 |
| 5     | Skogås BK       | 10     | 7      | 4 | 0 | 3 | 24          | - | 20 | 83    | - | 74  | 1401  | - | 1382 |
| 6     | Trollhättan BMK | 9      | 7      | 3 | 0 | 4 | 19          | - | 25 | 70    | - | 87  | 1332  | - | 1432 |
| 7     | IFK Umeå        | 6      | 7      | 1 | 0 | 6 | 18          | - | 27 | 70    | - | 92  | 1397  | - | 1477 |
| 8     | Spårvägen BMF   | 0      | 7      | 0 | 0 | 7 | 5           | - | 37 | 31    | - | 115 | 1084  | - | 1512 |

## Play-offs

### Halbfinale
- Täby BMF – Kista BMK: 5-1, 3-3
- Fyrisfjädern – 	Halmstad BMK: 3-3, 4-2

### Finale
- Täby BMF – Fyrisfjädern: 4-3